# ATP Finals 2018
Le ATP Finals 2018 (ufficialmente chiamate Nitto ATP Finals 2018 per motivi di sponsorizzazione) sono un torneo di tennis che si è disputato a Londra, nel Regno Unito, dall'11 al 18 novembre 2018 sul campo di cemento indoor dell'O2 Arena. È stato l'evento conclusivo dell'ATP World Tour 2018, a cui partecipano i primi 8 giocatori della classifica ATP di singolare e le prime 8 coppie della classifica di doppio. È stata la 49ª edizione per quanto riguarda il torneo di singolare e della 44ª per quanto riguarda quello di doppio.

## Qualificazioni

### Regolamento
Gli 8 giocatori che hanno accumulato il maggior numero di punti validi nei tornei del Grande Slam, dell'ATP World Tour 2018 e nella Coppa Davis 2018 ottengono la qualificazione per il torneo. I punti validi comprendono tutti quelli ottenuti nel 2018, più quelli derivati dalla finale di Coppa Davis 2017 e da tutti i tornei Challenger disputati dopo le ATP Finals 2017.
Per qualificarsi, un giocatore che ha terminato la stagione 2017 fra i primi 30 deve partecipare ai quattro tornei Slam e ad otto tornei ATP World Tour Masters 1000 nel corso del 2018. Inoltre vengono conteggiati per la classifica i suoi 4 migliori risultati nei tornei ATP World Tour 500 series e i migliori 2 nei tornei ATP World Tour 250 series. Ai giocatori che non parteciperanno ad uno di questi eventi vengono conteggiati 0 punti per il torneo. Il Monte Carlo Masters è diventato facoltativo dal 2009, e se un giocatore decide di parteciparvi il risultato sarà conteggiato come uno dei 4 tornei 500. La Coppa Davis viene anch'essa conteggiata come un torneo 500, se il giocatore non avrà disputato un numero sufficiente di tornei di questa fascia, e se non avrà ottenuto risultati migliori nei 250 o nei Challenger. Se il giocatore (ad esempio per infortunio) non può partecipare ai tornei prestabiliti, nei 18 tornei validi per la classifica vengono conteggiati i risultati migliori nei tornei 250 o Challenger.
Un giocatore che è impossibilitato a partecipare ai tornei a causa di un infortunio, non riceve alcuna penalità. Le ATP Finals 2018 conteranno come un 19º torneo aggiuntivo nella classifica degli otto qualificati.

### Singolare
| Gruppo Guga Kuerten   |
| Gruppo Lleyton Hewitt |

| #   | Giocatore             | Punti | Tornei | Data di qualificazione |
| --- | --------------------- | ----- | ------ | ---------------------- |
| 1   | Novak Đoković         | 8 045 | 14     | 8 settembre            |
| inf | Rafael Nadal          | 7 480 | 9      | 11 agosto              |
| 2   | Roger Federer         | 6 020 | 10     | 8 settembre            |
| inf | Juan Martín del Potro | 5 300 | 19     | 3 ottobre              |
| 3   | Alexander Zverev      | 5 085 | 18     | 12 ottobre             |
| 4   | Kevin Anderson        | 4 310 | 20     | 28 ottobre             |
| 5   | Marin Čilić           | 4 050 | 18     | 2 novembre             |
| 6   | Dominic Thiem         | 3 895 | 23     | 2 novembre             |
| 7   | Kei Nishikori         | 3 390 | 21     | 3 novembre             |
| 8   | John Isner            | 3 155 | 22     | 5 novembre             |

#### Assenze notevoli
Rafael Nadal e Juan Martín del Potro si sarebbero qualificati per il torneo, ma non hanno potuto partecipare per infortunio.

### Doppio
| Gruppo Knowles/Nestor |
| Gruppo Llodra/Santoro |

| #   | Giocatori                           | Punti | Tornei | Data di qualificazione |
| --- | ----------------------------------- | ----- | ------ | ---------------------- |
| 1   | Oliver Marach Mate Pavić            | 7 430 | 22     | 27 luglio              |
| 2   | Juan Sebastián Cabal Robert Farah   | 5 830 | 20     | 29 settembre           |
| 3   | Łukasz Kubot Marcelo Melo           | 5 250 | 23     | 13 ottobre             |
| 4   | Jamie Murray Bruno Soares           | 4 940 | 20     | 11 ottobre             |
| inf | Bob Bryan Mike Bryan                | 4 355 | 9      | 2 agosto               |
| 5   | Mike Bryan Jack Sock                | 4 270 | 6      | 14 ottobre             |
| 6   | Raven Klaasen Michael Venus         | 4 165 | 23     | 23 ottobre             |
| 7   | Nikola Mektić Alexander Peya        | 3 920 | 21     | 23 ottobre             |
| 8   | Pierre-Hugues Herbert Nicolas Mahut | 3 310 | 10     | 14 ottobre             |

## Testa a testa

### Singolare

#### Testa a testa generale
|   |                  | Đoković | Federer | Zverev | Anderson | Čilić | Thiem | Nishikori | Isner | Totale | V–S 2018 |
| 1 | Novak Đoković    |         | 25–22   | 1–1    | 7–1      | 16–2  | 5–2   | 15–2      | 8–2   | 77–32  | 49–11    |
| 2 | Roger Federer    | 22–25   |         | 3–2    | 4–1      | 9–1   | 1–2   | 7–2       | 5–2   | 51–35  | 46–8     |
| 3 | Alexander Zverev | 1–1     | 2–3     |        | 4–0      | 5–1   | 2–5   | 2–1       | 4–1   | 20–12  | 54–18    |
| 4 | Kevin Anderson   | 1–7     | 1–4     | 0–4    |          | 1–6   | 6–2   | 3–5       | 4–8   | 16–36  | 45–17    |
| 5 | Marin Čilić      | 2–16    | 1–9     | 1–5    | 6–1      |       | 0–1   | 6–9       | 7–3   | 23–44  | 41–18    |
| 6 | Dominic Thiem    | 2–5     | 2–1     | 5–2    | 2–6      | 1–0   |       | 1–3       | 1–1   | 14–18  | 53–18    |
| 7 | Kei Nishikori    | 2–15    | 2–7     | 1–2    | 5–3      | 9–6   | 3–1   |           | 2–1   | 24–35  | 42–19    |
| 8 | John Isner       | 2–8     | 2–5     | 1–4    | 8–4      | 3–7   | 1–1   | 1–2       |       | 18–31  | 34–19    |

#### Testa a testa incontri su cemento(i)
|   |                  | Đoković | Federer | Zverev | Anderson | Čilić | Thiem | Nishikori | Isner | Totale | V–S 2018 |
| 1 | Novak Đoković    |         | 6–4     | 0–0    | 0–0      | 3–1   | 1–0   | 4–1       | 2–0   | 16–6   | 4–1      |
| 2 | Roger Federer    | 4–6     |         | 1–0    | 1–0      | 2–0   | 0–0   | 4–0       | 0–1   | 12–7   | 12–1     |
| 3 | Alexander Zverev | 0–0     | 0–1     |        | 0–0      | 2–0   | 0–1   | 0–0       | 0–0   | 2–2    | 6–3      |
| 4 | Kevin Anderson   | 0–0     | 0–1     | 0–0    |          | 0–0   | 1–0   | 2–2       | 0–0   | 3–3    | 11–2     |
| 5 | Marin Čilić      | 1–3     | 0–2     | 0–2    | 0–0      |       | 0–0   | 2–1       | 0–1   | 3–9    | 3–3      |
| 6 | Dominic Thiem    | 0–1     | 0–0     | 1–0    | 0–1      | 0–0   |       | 0–1       | 0–0   | 1–3    | 7–2      |
| 7 | Kei Nishikori    | 1–4     | 0–4     | 0–0    | 2–2      | 1–2   | 1–0   |           | 0–0   | 5–12   | 15–5     |
| 8 | John Isner       | 0–2     | 1–0     | 0–0    | 0–0      | 1–0   | 0–0   | 0–0       |       | 2–2    | 5–4      |

### Doppio

#### Testa a testa generale
|   |                                     | Marach Pavić | Cabal Farah | Kubot Melo | Murray Soares | Bryan Sock | Klaasen Venus | Mektić Peya | Herbert Mahut | Totale |
| 1 | Oliver Marach Mate Pavić            |              | 2–0         | 0–3        | 1–2           | 0–0        | 0–1           | 0–2         | 0–3           | 3–11   |
| 2 | Juan Sebastián Cabal Robert Farah   | 0–2          |             | 4–2        | 2–4           | 0–1        | 0–2           | 1–2         | 1–3           | 8–16   |
| 3 | Łukasz Kubot Marcelo Melo           | 3–0          | 2–4         |            | 4–3           | 0–1        | 3–1           | 0–1         | 1–0           | 13–10  |
| 4 | Jamie Murray Bruno Soares           | 2–1          | 4–2         | 3–4        |               | 0–0        | 2–1           | 1–1         | 2–2           | 14–11  |
| 5 | Mike Bryan Jack Sock                | 0–0          | 1–0         | 1–0        | 0–0           |            | 1–1           | 0–0         | 1–0           | 4–1    |
| 6 | Raven Klaasen Michael Venus         | 1–0          | 2–0         | 1–3        | 1–2           | 1–1        |               | 0–2         | 0–0           | 6–8    |
| 7 | Nikola Mektić Alexander Peya        | 2–0          | 2–1         | 1–0        | 1–1           | 0–0        | 2–0           |             | 0–1           | 8–3    |
| 8 | Pierre-Hugues Herbert Nicolas Mahut | 3–0          | 3–1         | 0–1        | 2–2           | 0–1        | 0–0           | 1–0         |               | 9–5    |

## Montepremi e punti
| Turneo                   | Singolare      | Doppio        | Punti    |
| ------------------------ | -------------- | ------------- | -------- |
| Campione                 | RR + 1280000 $ | RR + 200000 $ | RR + 900 |
| Finalista                | RR + 620000 $  | RR + 103000 $ | RR + 400 |
| Round Robin per vittoria | 203000 $       | 38000 $       | 200      |
| Partecipazione           | 203000 $       | 100000 $      | –        |
| Alternative              | 110000 $       | 38000 $       | –        |

- Il vincitore del singolare, qualora non abbia subito sconfitte nel corso del torneo, ha diritto a 1 500 punti e ad un premio in denaro pari a 2712000 $.
- I vincitori del doppio, qualora non abbiano subito sconfitte nel corso del torneo, hanno diritto a 1 500 punti e ad un premio in denaro pari a 517000 $.

## Campioni

### Singolare
Alexander Zverev ha battuto in finale  Novak Đoković col punteggio di 6-4, 6-3.
- È il decimo titolo in carriera per Zverev, il quarto della stagione.

### Doppio
Mike Bryan /  Jack Sock hanno battuto in finale  Pierre-Hugues Herbert e  Nicolas Mahut con il punteggio di 5–7, 6–1, [13–11].